# 7597 Shigemi
7597 Shigemi eller 1993 GM är en asteroid i huvudbältet som upptäcktes den 14 april 1993 av den japanska astronomen Satoru Otomo i Kiyosato. Den är uppkallad efter Shigemi Uchida.
Den tillhör asteroidgruppen Koronis.